# شليفا
شليفا هي إحدى القرى اللبنانية من قرى قضاء بعلبك في محافظة بعلبك الهرمل.

## التاريخ
في عام 1838، دون إلي سميث سكان شليفا على أنهم يتكونون في معظمهم من الكاثوليك والمسيحيين اليونانيين.